# Hassib Ben Ammar
Pour les articles homonymes, voir Ammar.
Hassib Ben Ammar (arabe : حسيب بن عمار), né le 11 avril 1924 à Tunis et mort le 15 décembre 2008 à Tunis, est un homme politique, militant des droits de l'homme et éditeur tunisien.

## Biographie

### Personnalité politique
Actif dans sa jeunesse, il participe à la lutte pour l'indépendance, avec notamment la publication du journal clandestin El Hilal.
En 1961, il préside l'Office national des mines. Le 2 février en 1961 se tient le congrès constitutif de la Jeune chambre économique de Tunisie ; un comité directeur de 24 membres élit Ben Ammar comme son premier président.
Il exerce diverses fonctions : gouverneur de Tunis, patron de la Jeunesse destourienne et maire de Tunis de 1963 à 1969. Il fonde en 1967 l'Association de sauvegarde de la médina de Tunis, association qui permit de préserver la médina de Tunis, à l'époque où il est à la fois maire et gouverneur de la ville, dont il devient le président jusqu'en 1969.
Il est provisoirement nommé ambassadeur de Tunisie en Italie, à la suite d'un différend avec Ahmed Ben Salah au sujet des coopératives, avant d'être nommé directeur du Parti socialiste destourien, occupant ce poste du 27 septembre 1969 au 23 juin 1970. Il devient ministre de la Défense nationale en 1970, remplaçant ainsi Béji Caïd Essebsi, et reste à ce poste jusqu'en 1971, date de sa démission à la suite du refus de Bourguiba de démocratiser le PSD ; il est remplacé par Béchir M'hedhbi.

### Militant et éditeur
Exclu du PSD dans les années 1970, il démissionne de ses responsabilités pour participer à l'opposition naissante d'où émerge le Mouvement des démocrates socialistes (MDS) qu'il anime avec Ahmed Mestiri. Il cofonde aussi la Ligue tunisienne des droits de l'homme en 1977, Saadoun Zmerli expliquant qu'il a « accepté la présidence du groupe fondateur à la demande de Chérif El Materi et de Hassib Ben Ammar » ; il devient président d'honneur de cette association.
Il préside également le Comité pour les libertés (aussi appelé Comité des libertés ou Conseil national pour les libertés publiques) qui est à l'origine d'un appel au respect des libertés publiques et en vue d'une conférence sur les libertés et les droits de l'homme, diffusé en avril 1977 et signé par 528 intellectuels (universitaires, médecins, avocats, etc.). Ben Ammar entreprend une tournée à l'étranger pour y inviter des organisations des droits de l'homme. Cette conférence internationale, bien qu'interdite, se déroule finalement le 9 juin 1977 dans le hall de l'aéroport international de Tunis-Carthage, alors qu'elle devait l'être à l'hôtel Africa. Y a notamment participé Ramsey Clark alors procureur général des États-Unis.

En 1977, il crée le premier journal indépendant tunisien, Erraï (L'Opinion), qui est pour lui « une contribution à la diffusion des idées démocratiques » ; il s'exprime ainsi sur la politique d'ouverture du journal : 
« Nous avons ouvert nos colonnes à tous. Même à Rachid Ghannouchi (islamiste) et à Mohamed Harmel (communiste), alors que nous n'épousions pas leurs positions. Cela au nom de la liberté d'expression. J'ai même publié un éditorial qui prenait la défense des intégristes. »
En 1978, Ben Ammar fonde l'hebdomadaire (ou mensuel selon les sources) francophone Démocratie, organe du MDS, dont il devient directeur. Plus de vingt procès lui ont été intentés par le pouvoir de l'époque.
En décembre 1987, soit quelques semaines après l'arrivée au pouvoir du président Zine el-Abidine Ben Ali, Ben Ammar « saborde » Erraï, dont il est alors directeur. Des sources proches du journal affirment que la publication d'un article d'Oum Zied intitulé « Le dérapage autoritaire du régime de Ben Ali » aurait déclenché la colère du président qui aurait alors fait interdire le numéro en question et lancé une campagne d'intimidation contre Ben Ammar qui, « acculé », aurait alors mis fin à la publication.
Le 15 décembre 1987, il est pourtant nommé par Ben Ali membre du Conseil constitutionnel à peine créé. Toujours en 1987, il cofonde, avec la Ligue tunisienne des droits de l'homme, l'Organisation arabe des droits humains, l'Union des avocats arabes et le soutien de Ben Ali, l'Institut arabe des droits de l'homme qui siège à Tunis et dont il devient le premier président. Il obtient en décembre 1993, à l'occasion du 45e anniversaire de la Déclaration universelle des droits de l'homme, le prix des Nations unies pour la cause des droits de l'homme,. La même année, il reçoit le prix du président de la République pour les droits de l'homme. Le 8 novembre 1992, Federico Mayor Zaragoza, directeur général de l'Unesco, lui remet le prix de l'Unesco pour l'enseignement des droits de l'homme, qui est revenu à l'Institut arabe des droits de l'homme représenté par Ben Ammar. Il a également été décoré de l'Ordre du 7-Novembre par le président Ben Ali.
Ben Ammar est membre du Comité contre la torture de l'ONU de 1994 à 1995. Il a par ailleurs été nommé par Ben Ali comme membre du Comité supérieur des droits de l'homme et des libertés fondamentales. Il a par ailleurs siégé au conseil de l'Association pour la prévention de la torture.

### Mort
Ben Ammar meurt le 15 décembre 2008. Ses obsèques se déroulent le lendemain au cimetière du Djellaz à Tunis. Des responsables, des militants, des opposants, des cadres du Rassemblement constitutionnel démocratique (RCD) et des cadres de l'administration assistent aux obsèques. C'est Fouad Mebazaa, président de la Chambre des députés, qui prononce l'éloge funèbre, sur instructions du président Ben Ali. Ce dernier avait adressé un message à la famille où il exprimait « ses vives condoléances et sa sincère compassion en cette douloureuse circonstance ».
Le 27 janvier 2009, Fouad Mebazaa préside, au siège du comité de coordination du RCD de Tunis-Ville, la cérémonie de commémoration du quarantième jour de son décès. Cette cérémonie se déroule en présence notamment du mufti de la République, du gouverneur de Tunis, du maire de la ville Abbès Mohsen, du président du Conseil consultatif des résistants et des grands militants Taïeb Sahbani, du président du Comité supérieur des droits de l'homme et des libertés fondamentales Moncer Rouissi et de Zakaria Ben Mustapha, ancien président de ce comité. Elle compte également un grand nombre de militants et de cadres du RCD, des personnalités nationales et des membres de la famille de Ben Ammar, dont son fils Kais. Une seconde commémoration est organisée par la Ligue tunisienne des droits de l'homme.
En 2011, la rue no 8811 à Tunis est rebaptisée en son honneur.

### Famille
Il est le fils de Salah Ben Ammar et le frère de Radhia Haddad, née Ben Ammar. Marié à Hayet Ferjani, il a une fille, Zeineb, et trois fils, Kais, Khalil et Maher.

### Distinctions
- Grand officier (1968)[27] puis grand cordon (1990)[28] de l'Ordre tunisien de l'Indépendance.